# Battistero di San Giovanni (Novara)
Il battistero di San Giovanni o Battistero del Duomo costituisce il più antico edificio esistente della città di Novara e una delle più antiche architetture paleocristiane del Piemonte.

## Collocazione
Si trova di fronte al duomo, con accesso sul lato opposto del grandioso quadriportico antonelliano. Data la collocazione, è poco visibile dall'esterno.

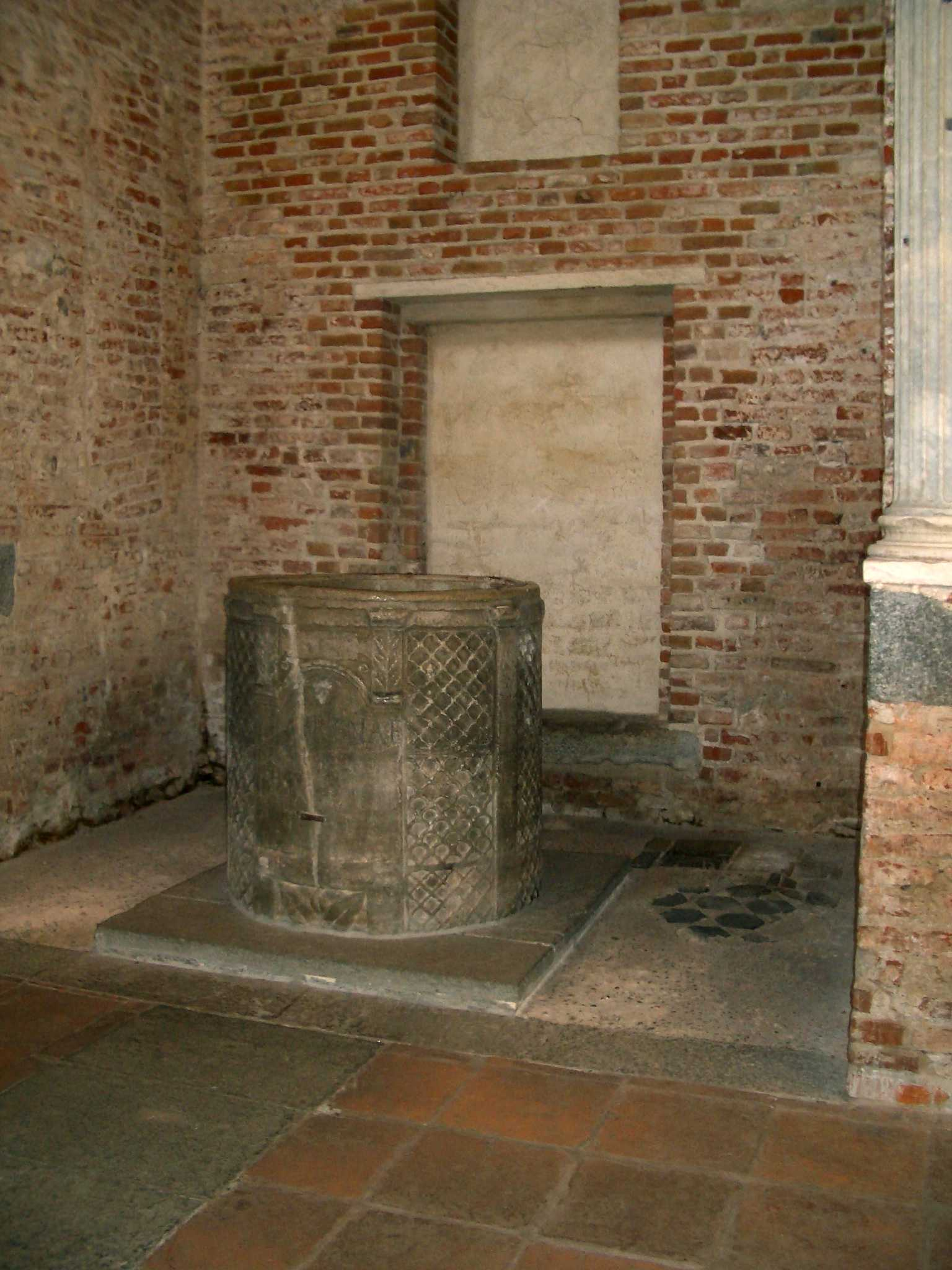
Urna funeraria romana (II secolo) già utilizzata come fonte battesimale

## Storia
La fondazione è fatta risalire all'inizio del V secolo, forse già negli ultimi anni dell'episcopato di San Gaudenzio. Fu elevato su un sito già occupato in epoca romana, come attestato dai reperti venuti alla luce sotto il livello del pavimento.
La copertura originale era a tetto; il tiburio e la cupola al suo interno risalgono all'XI secolo, quando l'edificio venne innalzato per portarlo a dimensioni coerenti con quelle del duomo. La pavimentazione originaria era in opus sectile, con l'impiego di marmi bianchi e neri: sono rimasti solo alcuni frammenti che non lasciano intuire la antica eleganza decorativa.
I restauri eseguiti tra il 1959 ed il 1966 hanno riportato alla luce i resti della vasca paleocristiana in mattoni di forma ottagonale, che doveva essere a quel tempo ricoperta di marmi: in essa il rito battesimale veniva celebrato "per immersione".
Al posto della vasca originale, già in epoca medievale, come contenitore di acqua destinata alla celebrazione fu impiegato un manufatto di epoca romana in pietra di forma cilindrica: si tratta di un'urna funeraria risalente al II secolo che riporta una dedica a una certa Umbrena Polla con la firma di una liberta chiamata Doxa. Dopo gli scavi che hanno riportato alla luce il fonte battesimale originale, l'urna è stata collocata nella nicchia sul lato ovest.

## Struttura
Risparmiato dalla ristrutturazione della piazza operata dall'Antonelli, il battistero è costruito in mattoni e si inserisce nel nuovo maestoso complesso come elemento di sobria e suggestiva vetustà.
Com'è consuetudine per i battisteri, l'edificio presenta un'aula a pianta ottagonale, contornata alternativamente da absidiole semicircolari e da edicole rettangolari.
All'interno, l'aula ottagonale è circondata da edicole radiali semicircolari culminanti in un catino, alternate da edicole rettangolari con volta a botte, secondo il modello delle aule imperiali romane. Ai lati di ciascuna cappella sono poste otto colonne in marmo, scanalate e sormontate da capitelli corinzi. Si tratta di manufatti romani provenienti dalle rovine di qualche edificio del II secolo, impiegati come elementi ornamentali, mentre la funzione portante è svolta dalle strutture in muratura.
Tracciando idealmente i prolungamenti delle quattro edicole rettangolari si ottiene, al centro dell'aula, un quadrato in cui è posto il fonte battesimale.

## Decorazione
Dell'originaria decorazione musiva paleocristiana del battistero rimane traccia nello spessore della finestra meridionale.

### Gli affreschi romanici
I restauri degli anni sessanta hanno invece riportato alla luce, nella fascia superiore del tiburio e sulla volta, affreschi romanici di grande interesse realizzati nel primo quarto dell'XI secolo, subito dopo la costruzione del tiburio stesso. Il ciclo di affreschi si dispone in tre zone distinte, delle quali solo quella mediana si presenta in forma sufficientemente leggibile. Si tratta di otto scene (corrispondenti agli otto lati della costruzione), racchiuse da fasce decorative a forma di meandro, che raffigurano scene dell'Apocalisse. Per quanto difficile sia la lettura di tali scene, stante il loro precario stato di conservazione, è stato possibile riconoscervi le immagini corrispondenti all'apertura del settimo sigillo del libro tenuto dall'Angelo e alla comparsa dei sette Angeli con le trombe al cui squillo si annunciano i flagelli che colpiranno l'umanità. La prima scena raffigura l'Angelo all'Altare degli incensi (Ap 8,3-5), poi le scene dei sette flagelli: il fuoco e la grandine (Ap 8,7), il monte incandescente nel mare (Ap 8,8), la caduta della stella Assenzio nelle acque (Ap 8,10), l'oscurarsi di un terzo del sole, della luna e degli astri (Ap 8,12-13), il pozzo dell'abisso con le cavallette (Ap 9,1-12); seguiva poi la scena del sesto squillo con i quattro cavalieri della distruzione (Ap, 9,13-21) (ricoperta nel XV secolo da un nuovo affresco raffigurante il Giudizio Universale); infine la scena de la donna e il drago (Ap 11), con la donna che assume le sembianze di Maria, madre di Cristo: il significato simbolico è quello della Chiesa che con l'aiuto divino sarà vittoriosa contro il male.
Nel registro sottostante, ai lati di ciascuna finestra, entro un finto loggiato continuo, si trovano figure di profeti recanti in mano cartigli.
Anche la cupola era ricoperta da affreschi di ispirazione apocalittica. Le deboli tracce superstiti lasciano intravedere i quattro esseri viventi, un leone, un vitello, un uomo ed un'aquila (Ap 4,7) (intesi poi come simboli degli evangelisti); le quattro figure sono intervallate da Angeli che hanno una moltitudine di occhi sulle ali.

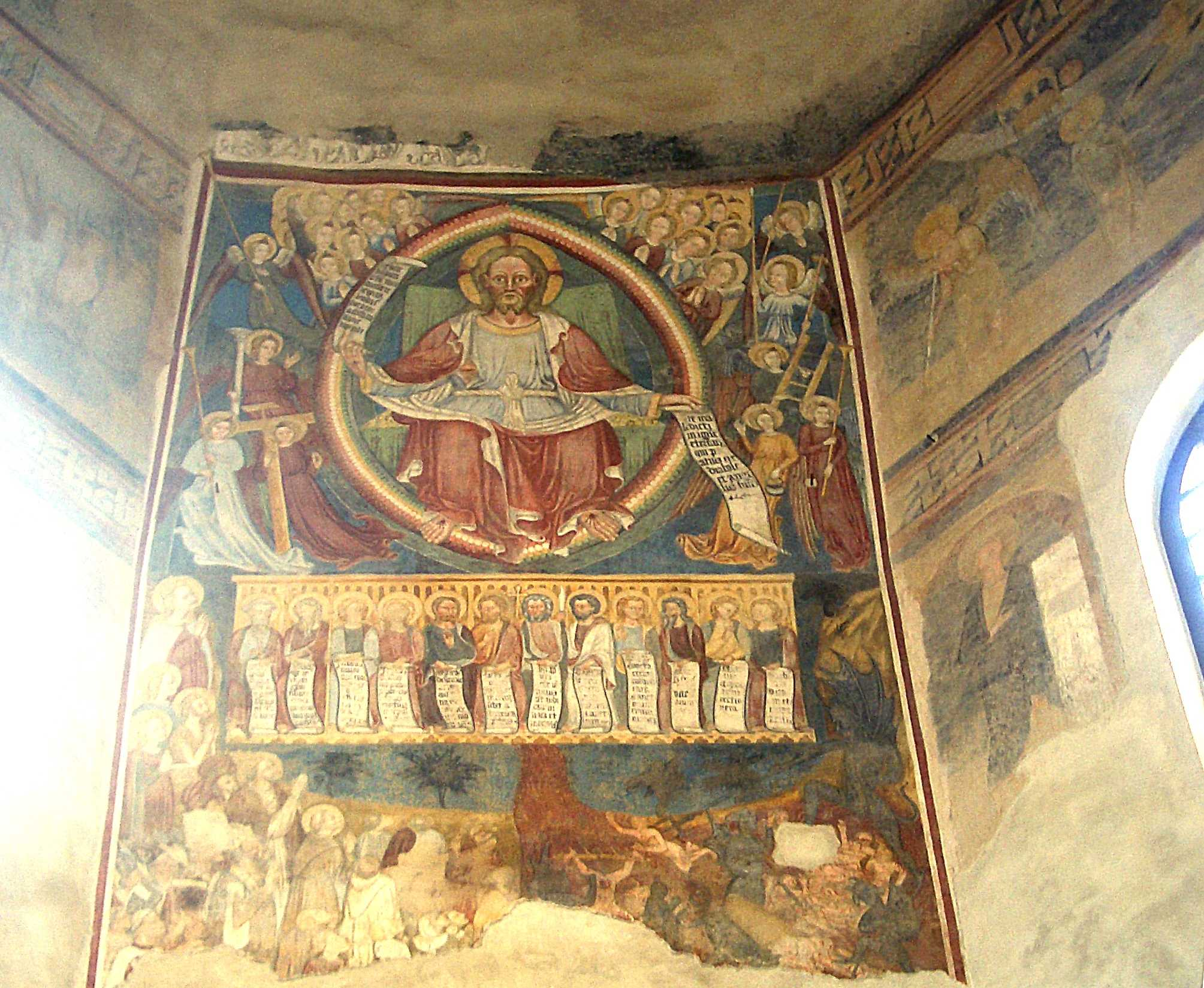
Interno della cupola del Battistero di Novara con il Giudizio Universale di Giovanni de Campo (sec. XV)

L'ignoto autore degli affreschi (convenzionalmente chiamato Maestro dell'Apocalisse di Novara) mostra di padroneggiare una notevole qualità pittorica. La sua collocazione artistica rimane incerta: sono state segnalate affinità con la cultura della corte imperiale germanica e la scuola del monastero di Reichenau; ma anche elementi di comunanza con cicli presenti in Lombardia ed in Piemonte (ad es. con i dipinti della Chiesa di San Michele ad Oleggio), assieme a punti di incontro con alcune miniature del tempo (a cominciare dal Sacramentario di Warmondo ad Ivrea).

### Il giudizio universale

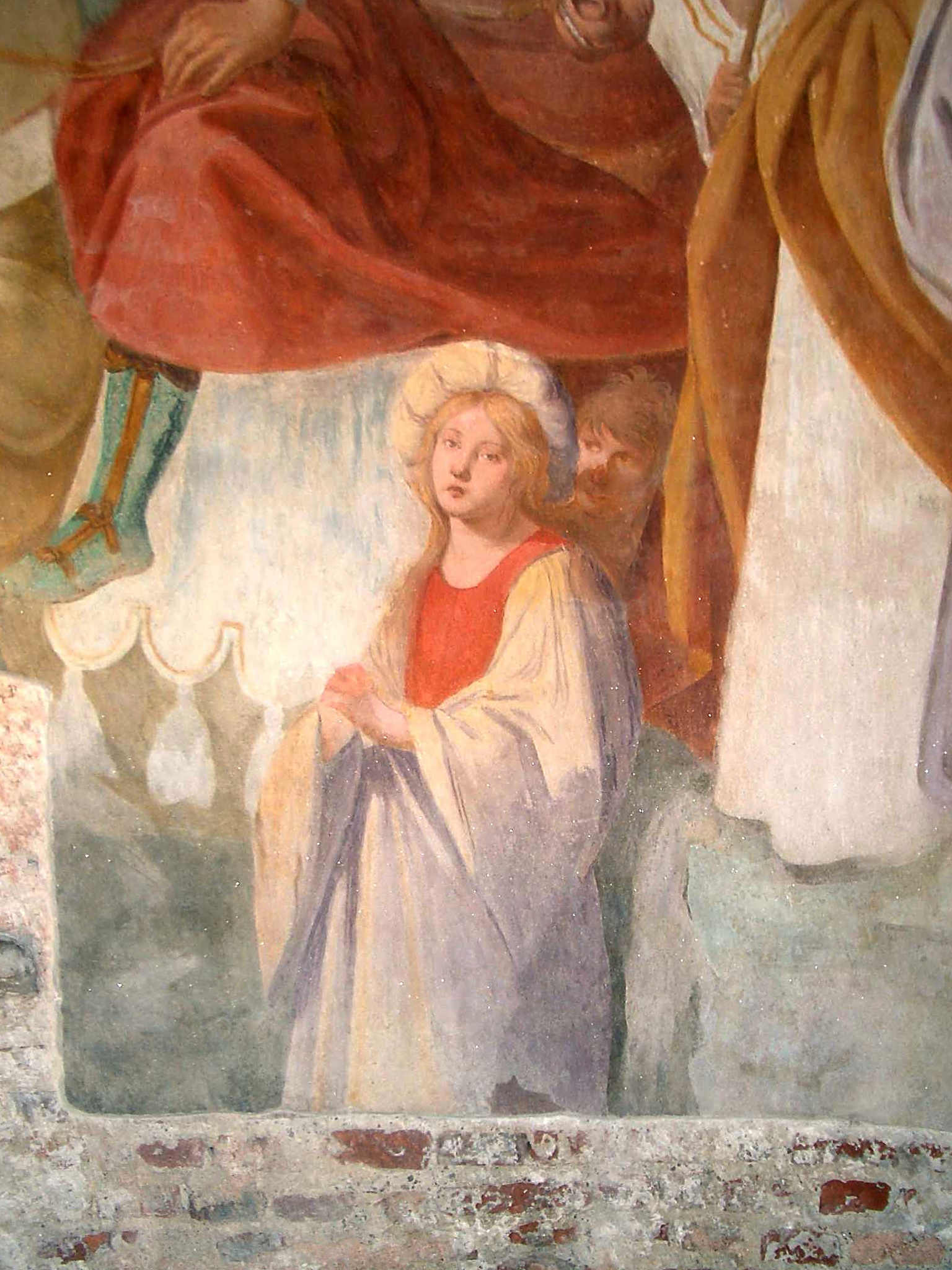
Pier Francesco Gianoli, particolare degli affreschi secenteschi nelle edicole

La grande rappresentazione del Giudizio Universale (che ricopre anche una delle scene dell'Apocalisse) è opera quattrocentesca di Giovanni de Campo, artista di gusto tardo gotico operante nel novarese. Vi si osserva la figura del Cristo giudicante, posto in una mandorla di luce e circondato da presenze angeliche; più sotto i dodici apostoli che tengono in mano i cartigli del Credo, ed infine, separate tra loro, le schiere dei beati e quelle dei dannati.

### La decorazione barocca
A partire dalla prima metà del Seicento l'apparato decorativo dell'edificio venne profondamente modificato: in cinque delle otto absidiole vennero realizzati affreschi con il chiaro intento di contestualizzare visivamente altrettanti gruppi scultorei in terracotta policroma riproducenti i momenti salienti della Passione di Gesù.
Di questo ciclo pittorico rimangono solo l'affresco che faceva da sfondo alla cappella della Flagellazione, attribuito erroneamente al Morazzone (trattasi verosimilmente di un suo seguace), e quello della cappella della Salita al Calvario realizzato da Pier Francesco Gianoli da Campertogno.
I cinque pregevoli gruppi scultorei, uno dei quali, la Deposizione, realizzato da Giovanni d'Enrico, sono esposti all'interno delle sale dei Musei della canonica del duomo di Novara.

## Galleria d'immagini

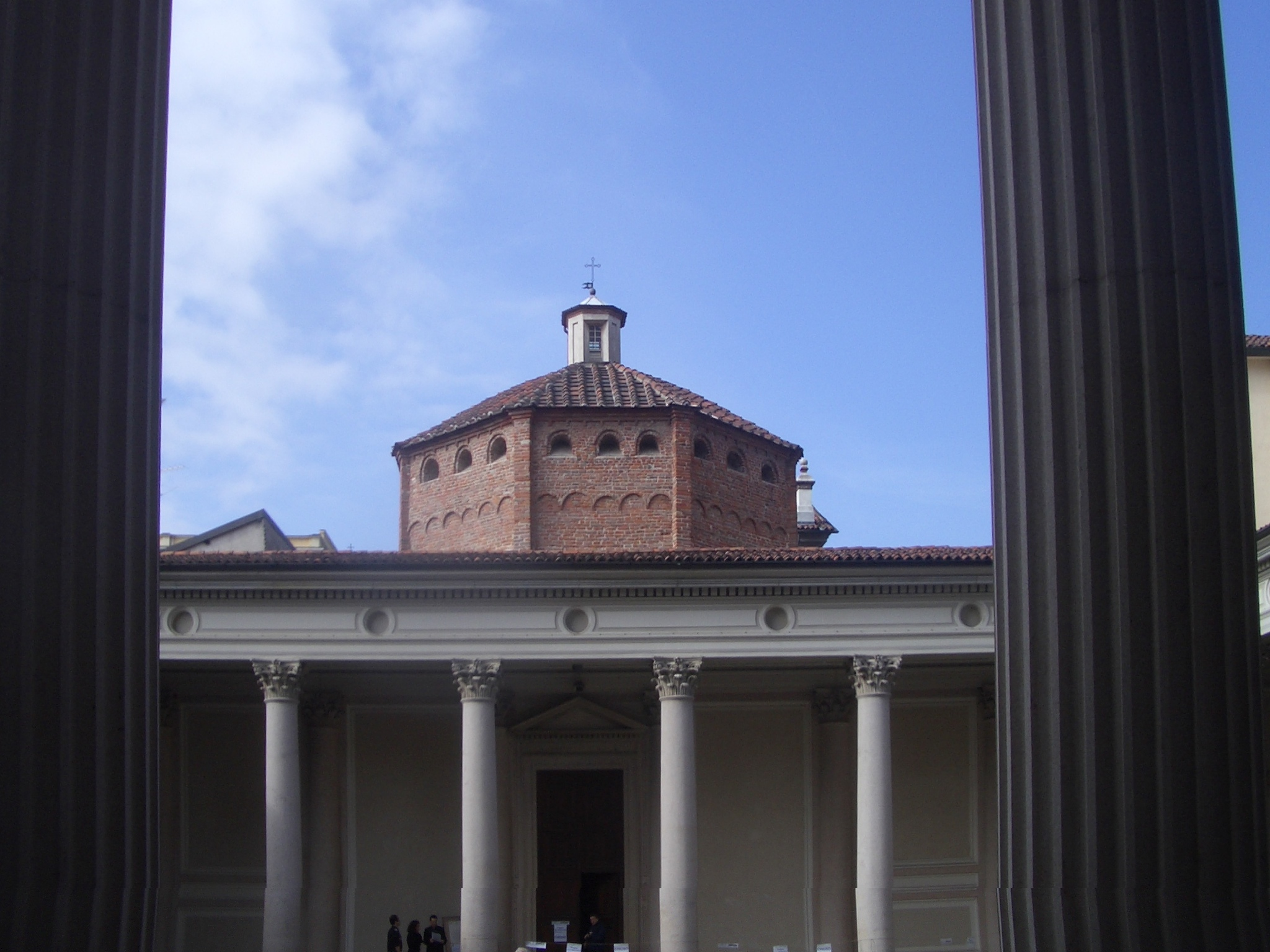
Veduta del battistero dal quadriportico antonelliano
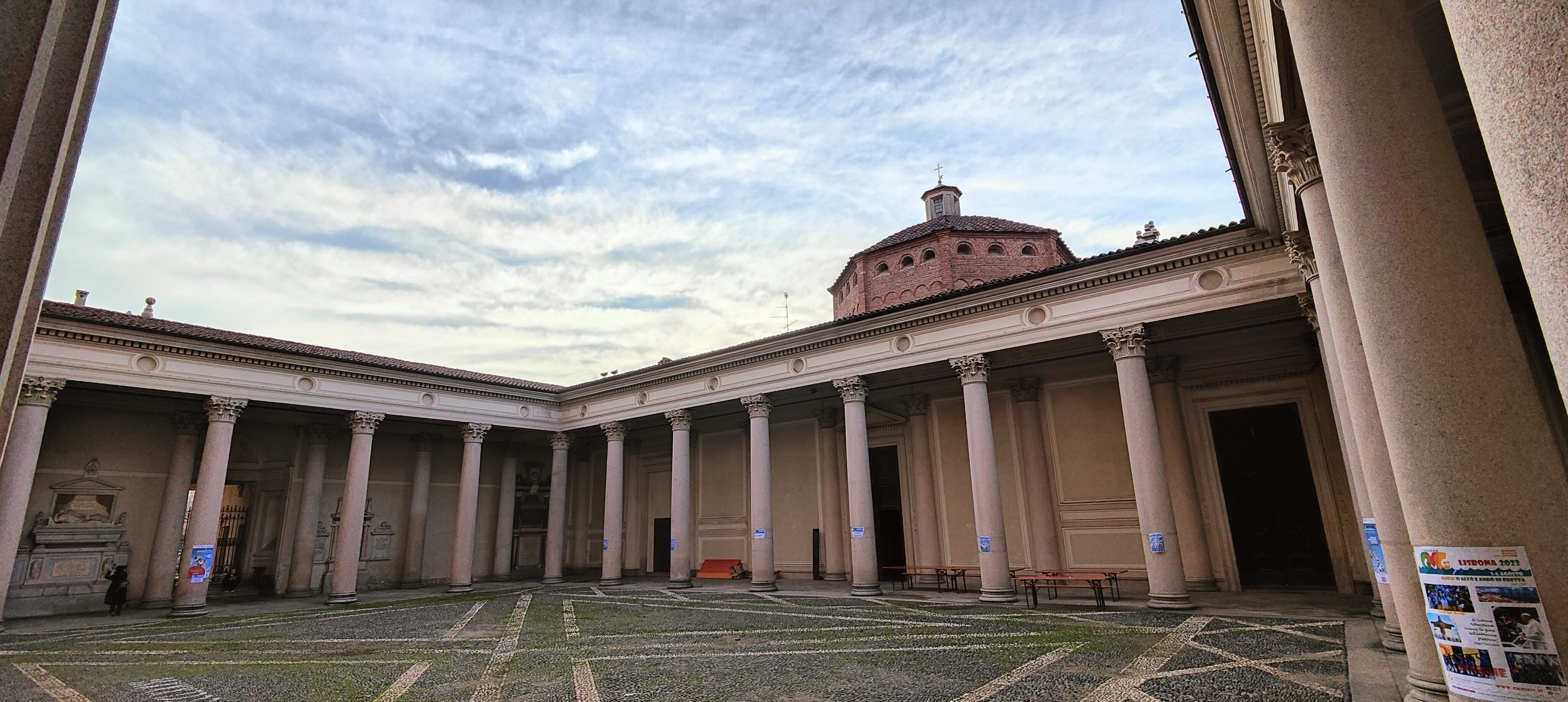
Panoramica del quadriportico (anni 1864/5) di Antonelli  da cui si accede al battistero
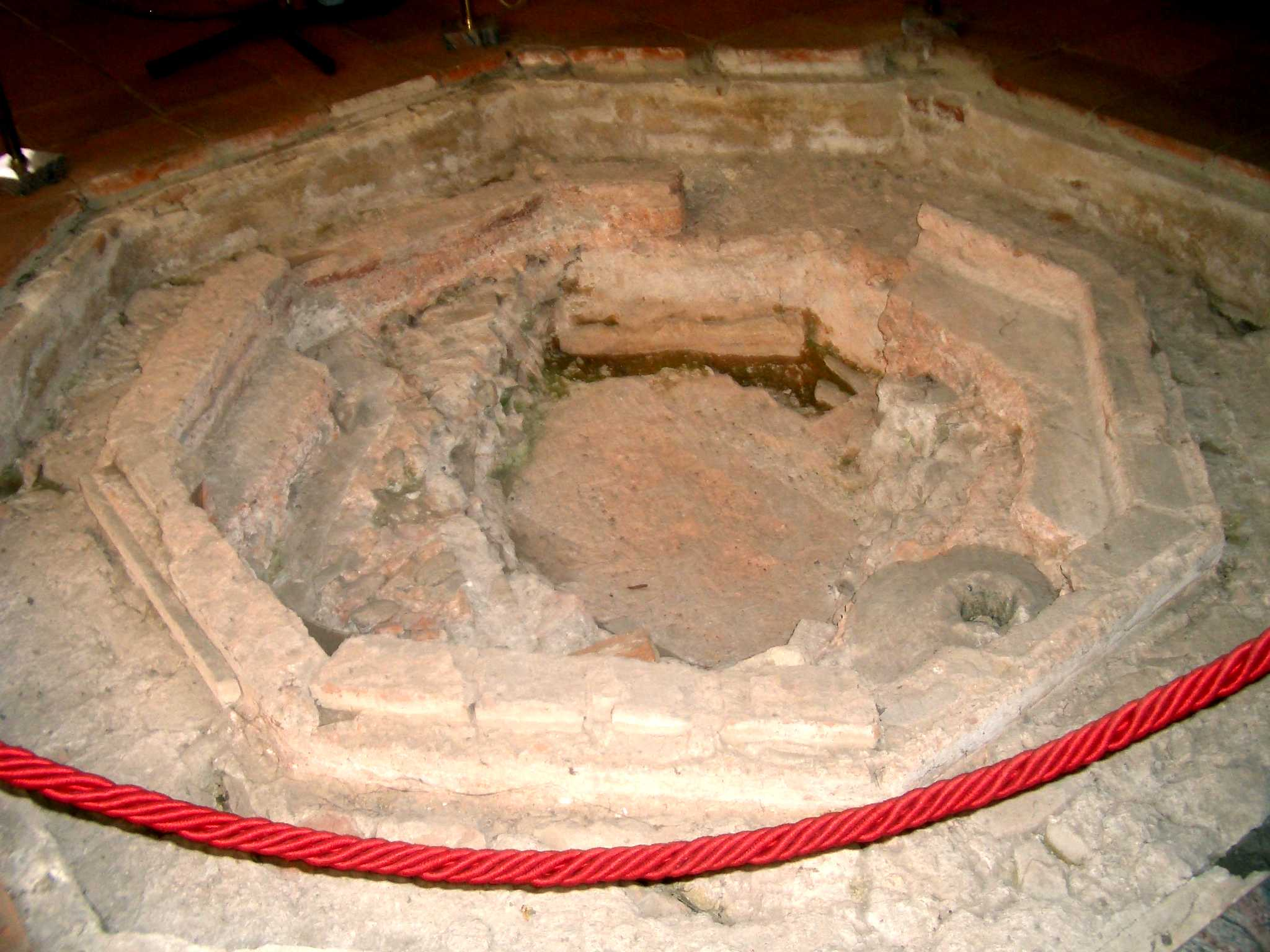
Resti della primitiva vasca battesimale
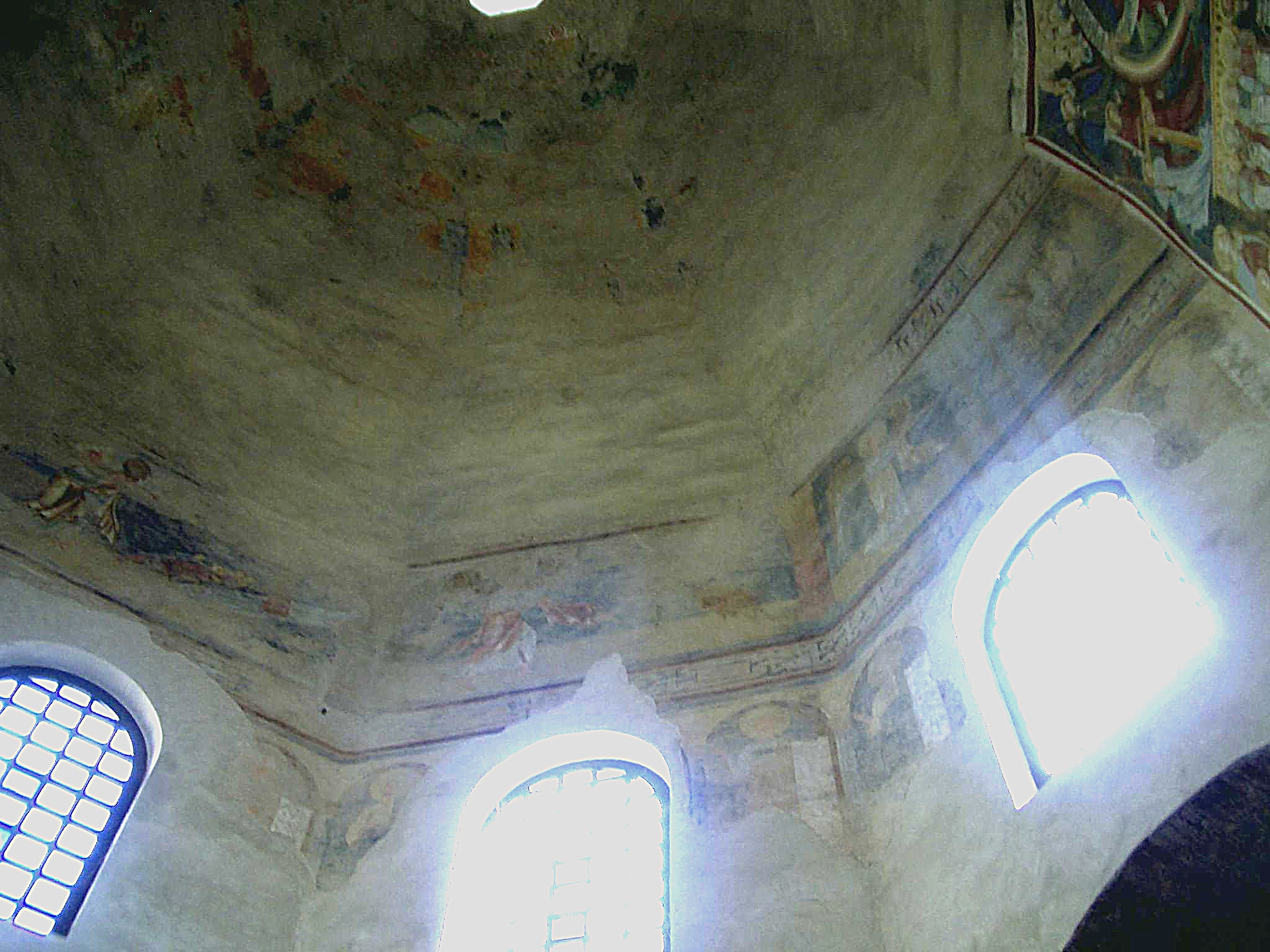
Interno della cupola con gli affreschi altomedievali del "Maestro dell'Apocalisse di Novara"
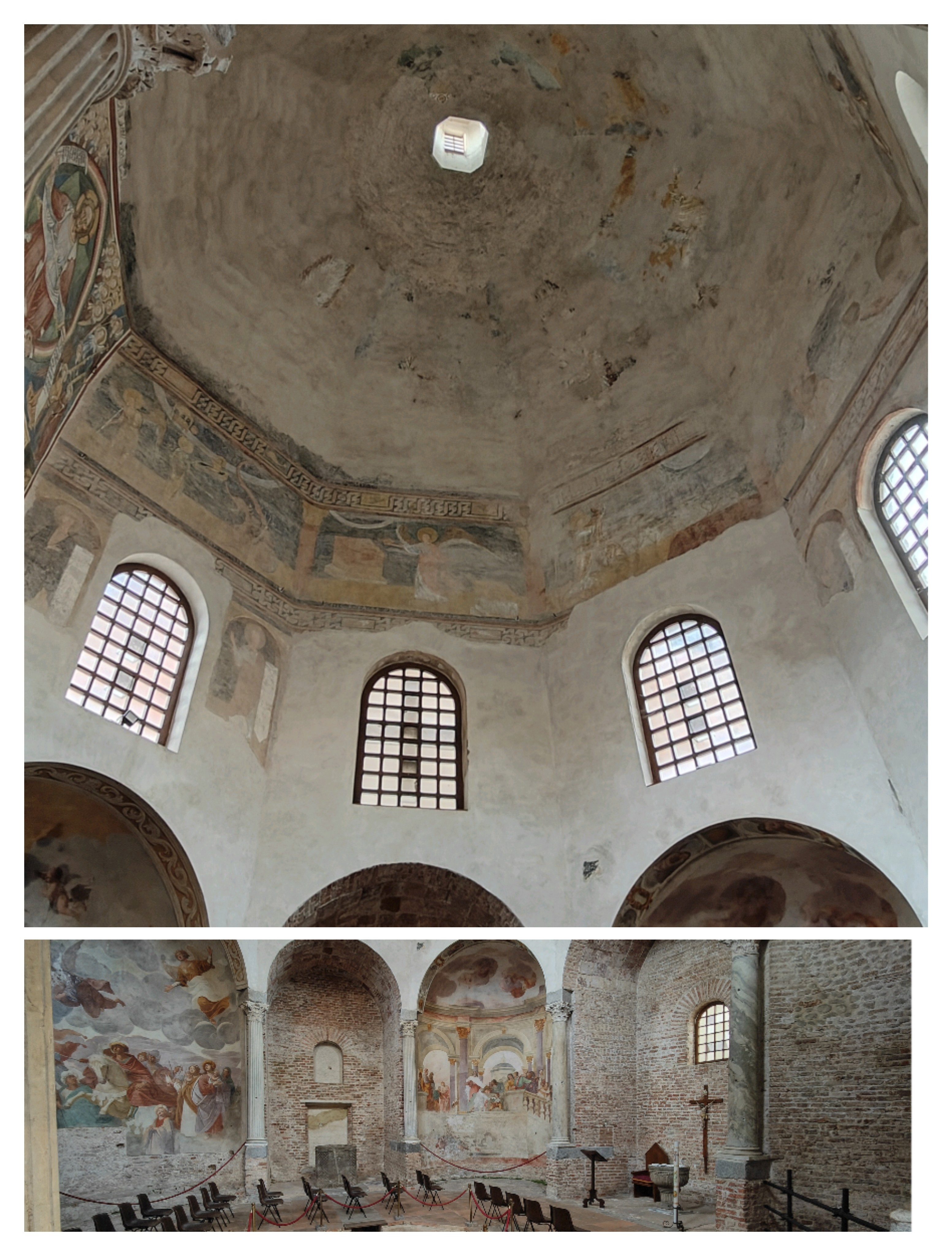
La cupola vista dall'ingresso, sotto: l'interno
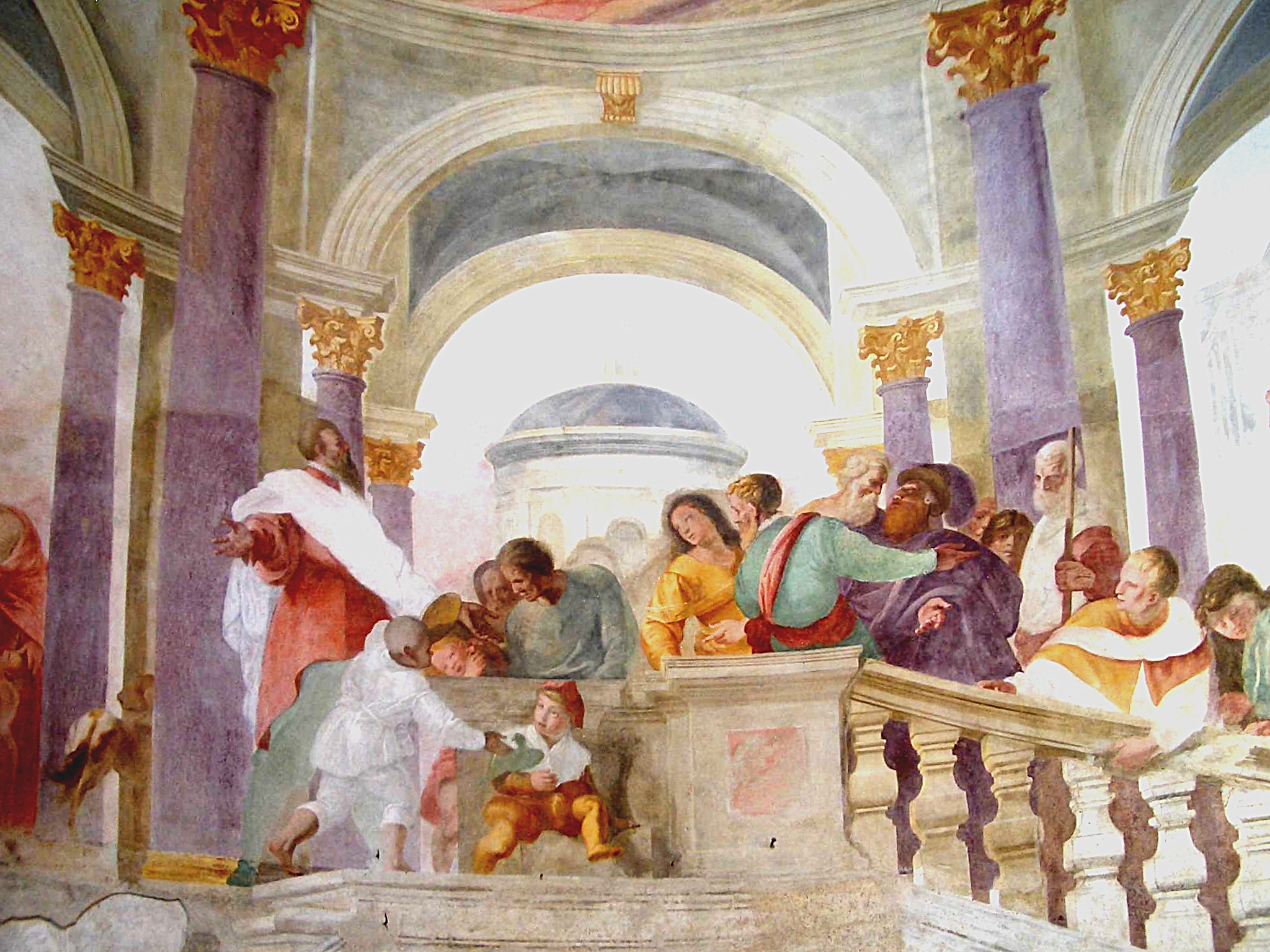
Autore ignoto (seguace del Morazzone?), particolare degli affreschi secenteschi nelle edicole